# Chang Hao
Chang Hao (chinês: 常昊; Pequim, 28 de abril de 1997) é uma nadadora artística chinesa, campeã olímpica.

## Carreira
Ela é medalhista de ouro em combinação livre e medalha de prata em escolha livre coletiva no Campeonato Mundial de Natação de 2017, e medalha de prata em escolha livre coletiva e combinação livre no Campeonato Mundial de Natação de 2019. Foi a vencedora da medalha de ouro do Campeonato Mundial de Esportes Aquáticos de 2022 na seleção de habilidades coletivas e seleção livre coletiva, e a vencedora da medalha de ouro do Campeonato Mundial de Natação de 2023 na seleção de habilidades coletivas.
Nos Jogos Olímpicos de Verão de 2024, em Paris, conquistou a medalha de ouro na competição por equipes na natação artística, ao lado de Feng Yu, Wang Ciyue, Wang Liuyi, Wang Qianyi, Xiang Binxuan, Xiao Yanning e Zhang Yayi.